# Ablerus rhea
Ablerus rhea är en stekelart som beskrevs av Girault 1929. Ablerus rhea ingår i släktet Ablerus och familjen växtlussteklar. Inga underarter finns listade i Catalogue of Life.